# Banco Mercantil de Manresa
El Banco Mercantil de Manresa fue una entidad financiera establecida en la capital del Bages. Fue fundado en 1947 con el nombre Padró Hermanos Banqueros y como entidad financiera independiente estuvo activa durante la segunda mitad del XX . Uno de sus consejeros fue Francesc Gordo Lorente. En junio de 1979 se hicieron públicas las dificultades financieras de la institución, y en 1980 la entidad fue absorbida por Banca Catalana, cuando el banco de Jordi Pujol compró las participaciones a Josep Maria Santacreu, un industrial amigo de Manuel Fraga Iribarne.